# Clã Soga
O clã Soga foi uma das mais poderosas família aristocrática japonesa dominante durante o século VII, período Asuka. Desempenhou um importante papel na propagação do budismo o país.
Durante várias gerações, entre os séculos V e VII, o Clã Soga monopolizou o cargo de ŌOmi (Grande Chefe Imperial) tendo sido a primeira de muitas famílias a dominar a Casa Imperial do Japão, influenciando a ordem de sucessão e a política do governo.
Soga no Umako, filho de Soga no Iname - líder do clã - venceu os poderosos clãs Mononobe e Nakatomi, que defendiam a religião nativa, o Xintoísmo contra o budismo.